# Армиёво (село)
Армиёво — мордовское село в Шемышейском районе Пензенской области, центр сельсовета.

## Этимология названия
Название восходит к мордовскому или чувашскому дохристианскому мужскому имени Армай, Ормай.

## География
Находится в 11 км к западу-юго-западу от районного центра; расположено на реке Армиёвка, правом притоке Узы.

## История
Известно по документам с 1697 года как деревня Ирмеева, принадлежала мордве — Кивушке Дюняеву, Молчанке Вечканову и другим.
В 1709 году — деревня Армеева Узинского стана Пензенского уезда. Насчитывалось 55 дворов ясачной мордвы, платившей подати с 24-х и пол-полчетверти ясака, душ мужского пола — 125, женского — 86; в 1718 году на то же число дворов дворов душ мужского пола — 138, женского — 145. В августе 1717 года, во время «кубанского погрома», деревня, по-видимому, пострадала мало — в полон был взят всего 1 мужчина.
В 1748 году — деревня ясачной некрещёной мордвы, проживало 182 ревизских души. В 1767 году, после массового крещения мордвы, построена первая церковь.
С 1780 года — в составе Кузнецкого уезда Саратовской губернии. В 1795 году — село Рождественское (Ирмеево тож) казённых крестьян, насчитывало 112 дворов и 383 ревизских души. В XIX веке причислено к Шемышейской волости. В 1877 году насчитывалось 288 дворов, имелась церковь и школа. В 1886 году на 309 хозяйств приходилось 499 рабочих лошадей, 298 коров, 1930 овец, 240 свиней; 17 семей занимались пчеловодством. Главным промыслом, которым занималось до 300 человек, было выжигание угля. В 1876 году открыто земское училище. В 1911 году насчитывалось 390 дворов, имелись церковь, земская и церковно-приходская школы.
В 1955 году — центральная усадьба колхоза «6 условий товарища Сталина». В 1980-е годы — центральная усадьба совхоза «Армиевский». На 1 января 2004 года — 228 хозяйств, 490 жителей.

### Прежние названия села
- Армиево
- Ирмеево
- Рождественское
- Христорождественское.

Названия «концов» села: Мокша, Эрзя, Од Веле.

## Население
| 1709  | 1718  | 1748  | 1795  | 1859  | 1877  | 1897  |
| ----- | ----- | ----- | ----- | ----- | ----- | ----- |
| 211   | ↗283  | ↗364  | ↗766  | ↗1727 | ↗1832 | ↗2337 |
| 1911  | 1926  | 1930  | 1939  | 1959  | 1970  | 1979  |
| ↗2820 | ↘2541 | ↗2828 | ↘1620 | ↘1321 | ↘1123 | ↘897  |
| 1989  | 1992  | 1996  | 2002  | 2010  |       |       |
| ↘795  | ↘785  | ↘692  | ↘523  | ↘483  |       |       |

## Достопримечательности
В 10 км к юго-западу от села находится курганно-грунтовой могильник, в котором захоронены представители мордовских и предков буртасских племен. Могильник датируется 10-11 вв. и является археологическим памятником.